# Козлов, Александр Алексеевич (художник)
Алекса́ндр Алексе́евич Козло́в (1816 — 7 [19] июля 1884) — русский живописец-баталист, гравёр, литограф.

## Творчество
С 1832 года учился вольноприходящим учеником в Императорской Академии художеств у Ф. А. Бруни. В 1835 и 1837 годах получал малые серебряные медали, а в 1838 году большую серебряную медаль за картину «Возложение на главу Иисуса Христа тернового венца». В 1839 году удостоен звания художника исторической живописи XIV класса, что соответствовало классному художнику 3-й степени, и награжден шпагой.
Наиболее известен как офортист и литограф. Известны семь его гравюр на камне в том числе: с картин Бруни «Тайная вечеря» (дважды), «Моление о чаше», «Вакханка»; с картины Доменикино «Иоанн Богослов». Также известно около 70 его литографий, главным образом портреты особ императорской фамилии и представителей высшей духовной и гражданской администрации.

## Галерея
- Подвиг рядового 77-го пехотного Тенгинского полка Архипа Осипова 22 марта 1840 года.
- Смерть генерал-майора Слепцова в бою на берегу реки Гехи 10 декабря 1851 года.